# Impulso (fisica)
Con impulso, nella meccanica classica, si indica una grandezza vettoriale, misurata in newton per secondi, definita come l'integrale di una forza rispetto al tempo:
{\displaystyle \Delta \mathbf {p} :=\int _{t_{0}}^{t_{1}}\mathbf {F} \,\mathrm {d} t}
Nel caso particolare di una forza costante nel tempo, si ha
{\displaystyle \Delta \mathbf {p} =\mathbf {F} \Delta t}.
L'introduzione del concetto di impulso permette di enunciare il teorema dell'impulso, utilizzato in particolare nel campo degli urti, della diffusione e per lo studio delle forze impulsive. Grazie alla legge di conservazione della quantità di moto si può dedurre che in un sistema isolato l'impulso totale è nullo.

## Enunciato
Il teorema dell'impulso afferma che, per il secondo principio della dinamica, in un sistema dinamico l'impulso corrisponde alla variazione della quantità di moto  in un intervallo temporale. 

### Dimostrazione
Per il secondo principio della dinamica si ha che:
{\displaystyle \mathbf {F} ={\frac {\mathrm {d} \mathbf {p} }{\mathrm {d} t}}}
Separando le variabili e integrando ambo i membri tra due istanti {\displaystyle t_{0}} e {\displaystyle t_{1}} si ottiene:
{\displaystyle \mathrm {d} \mathbf {p} =\mathbf {F} \,\mathrm {d} t\implies \int _{\mathbf {p} (t_{0})}^{\mathbf {p} (t_{1})}\mathrm {d} \mathbf {p} =\int _{t_{0}}^{t_{1}}\mathbf {F} \,\mathrm {d} t}
grazie al teorema fondamentale del calcolo integrale di Torricelli-Barrow, si ricava che:
{\displaystyle \mathbf {p} (t_{1})-\mathbf {p} (t_{0})=\int _{t_{0}}^{t_{1}}\mathbf {F} \,\mathrm {d} t}
Nel caso in cui la forza risulti costante, la si può portare fuori dall'integrale, cosicché:
{\displaystyle \Delta \mathbf {p} =\mathbf {F} \Delta t}